# بانزمين ملا سليمان
قرية بانزمين ملا سليمان (بالكردية: بانزەمینی مەلا سڵێمان)‏ هي إحدى قرى ناحية قورة تو في قضاء خانقين ضمن الحدود الإدارية لمحافظة السليمانية لأنها ضمن مناطق إدارة كرميان في إقليم كردستان العراق.